# Seznam poslanců Moravského zemského sněmu (1867–1870)
Toto je seznam poslanců Moravského zemského sněmu ve volebním období 1867–1870.
| Jméno                              | Kurie               | Volební obvod                                       | Strana                   | Poznámka                    |
| ---------------------------------- | ------------------- | --------------------------------------------------- | ------------------------ | --------------------------- |
| Aulich Robert                      | měst                | Uherské Hradiště, Ostroh, Bzenec, Veselí            |                          |                             |
| Auspitz Josef                      | měst                | Šternberk                                           |                          | zvolen 24. 6. 1869          |
| Belcredi Egbert                    | velkostatkářská     | I. sbor                                             | konz. velkostatkář       |                             |
| Belrupt-Tissac Jindřich            | velkostatkářská     | II. sbor                                            |                          |                             |
| Berger Jan                         | venkovských obcí    | Uherský Brod, Valašské Klobouky, Vizovice           |                          |                             |
| Böhm Eduard                        | obch. a živn. komor | olomoucká komora                                    |                          |                             |
| Bochner Theodor                    | měst                | Brno (IV. okres)                                    |                          |                             |
| Brandl Vincenc                     | měst                | Nové Město, Žďár nad Sázavou, …                     |                          |                             |
| Demel Benjamin                     | měst                | Kroměříž                                            |                          | zemřel 17. 6. 1867          |
| Demel Jan Rudolf                   | venkovských obcí    | Olomouc, Prostějov, Plumlov                         |                          |                             |
| Dubský z Třebomyslic Adolf         | velkostatkářská     | II. sbor                                            |                          |                             |
| Dubský z Třebomyslic Emanuel       | velkostatkářská     | II. sbor                                            | ústavověrný velkostatkář |                             |
| Eichhoff Josef von                 | velkostatkářská     | II. sbor                                            | ústavověrný velkostatkář |                             |
| Esinger Franz                      | venkovských obcí    | Mikulov, Jaroslavice                                | ústavák                  |                             |
| Forgatsch Michael                  | velkostatkářská     | II. sbor                                            |                          |                             |
| Frendl Karl                        | měst                | Boskovice, Jevíčko, Konice, Tišnov                  |                          |                             |
| z Fürstenberka Bedřich             | virilista           | olomoucký arcibiskup                                | konz. velkostatkář       |                             |
| Fux Johann                         | venkovských obcí    | Znojmo, Vranov n. D., Mor. Budějovice               | pokrokář                 |                             |
| Ganzwohl Josef                     | venkovských obcí    | Uh. Hradiště, Uh. Ostroh, Strážnice                 |                          |                             |
| Giskra Karl                        | měst                | Brno                                                |                          |                             |
| Gomperz Julius                     | obch. a živn. komor | brněnská komora                                     | pokrokář                 |                             |
| Grübler Michael                    | měst                | Znojmo                                              | pokrokář                 |                             |
| Heidler Ferdinand                  | měst                | Dačice, Telč, Slavonice, Jemnice                    |                          |                             |
| Helcelet Jan                       | venkovských obcí    | Dačice, Telč, Jemnice                               | staročech                |                             |
| Herring Ernst Johann               | obch. a živn. komor | brněnská komora                                     |                          | rezignoval 1. 4. 1867       |
| Herring Ernst Johann               | velkostatkářská     | II. sbor                                            |                          |                             |
| Honrichs na Wolfswarfennu Kuno     | velkostatkářská     | I. sbor                                             |                          |                             |
| Hopfen Franz von                   | velkostatkářská     | II. sbor                                            | Strana středu            |                             |
| Horecký Ludvík                     | měst                | Holešov, Hulín, Vsetín, Val. Meziříčí               |                          |                             |
| Hubík Josef                        | venkovských obcí    | Kroměříž, Kojetín, Přerov, Zdounky                  |                          | zemřel 1867                 |
| Chlumecký Johann von               | velkostatkářská     | II. sbor                                            | ústavověrný velkostatkář |                             |
| Illek Moritz                       | měst                | Uničov, Rýmařov                                     |                          |                             |
| Jelínek Josef                      | měst                | Nové Město, Žďár, Bystřice n. P., Velká Bíteš       |                          | zvolen 24. 6. 1869          |
| Jurajda Michal                     | venkovských obcí    | Val. Meziříčí, Rožnov, Vsetín                       |                          |                             |
| Kafka Josef                        | měst                | Brno (I. okr.)                                      |                          |                             |
| Kallus Rudolf                      | venkovských obcí    | Mor. Ostrava, Místek, Frenštát                      |                          |                             |
| Klein von Wiesenberg Albert        | velkostatkářská     | II. sbor                                            |                          |                             |
| Klein von Wiesenberg Franz II.     | velkostatkářská     | II. sbor                                            |                          |                             |
| Kleveta Alois                      | venkovských obcí    | Vyškov, Bučovice, Slavkov                           |                          |                             |
| Kornyšl Josef Eduard               | venkovských obcí    | Hustopeče, Břeclav, Židlochovice, ...               |                          |                             |
| z Kounic Albrecht                  | velkostatkářská     | I. sbor                                             |                          |                             |
| Kozánek Jan                        | venkovských obcí    | Kroměříž, Přerov, Kojetín, Zdounky                  |                          |                             |
| Krejč Josef                        | měst                | Kyjov, Vyškov, Strážnice                            |                          |                             |
| Kříž Karel                         | měst                | Třebíč, Vel. Meziříčí                               |                          |                             |
| Kübeck z Kübau Maxmilián           | velkostatkářská     | II. sbor                                            |                          |                             |
| Kudielka Wenzel                    | venkovských obcí    | Nový Jičín, Příbor, Fulnek                          |                          |                             |
| Lahner Johann                      | měst                | Mikulov                                             |                          |                             |
| Lachnit Jan                        | venkovských obcí    | Brno, Tišnov, Ivančice                              |                          | zvolen 8. 7. 1869           |
| Laudon Ernst                       | velkostatkářská     | II. sbor                                            |                          |                             |
| Lichtblau Hans                     | venkovských obcí    | Šternberk, Rýmařov, Dvorce                          |                          |                             |
| Lubich Hubert                      | venkovských obcí    | Zábřeh, Šilperk, Mohelnice                          |                          |                             |
| Machanek Max                       | měst                | Dvorce, Libavá, Mor. Beroun, Budišov                |                          |                             |
| Mandelblüh Franz                   | měst                | Olomouc                                             |                          |                             |
| Mensdorff-Pouilly Alfons           | velkostatkářská     | II. sbor                                            |                          |                             |
| Mezník Antonín                     | venkovských obcí    | Vel. Meziříčí, Třebíč, Jihlava                      |                          |                             |
| Mitrovský Vladimír                 | velkostatkářská     | II. sbor                                            |                          |                             |
| Mohrweiser Adam                    | velkostatkářská     | II. sbor                                            |                          |                             |
| Nedopil Jakub                      | venkovských obcí    | Litovel, Uničov, Konice                             |                          |                             |
| Oberleithner Karl                  | obch. a živn. komor | olomoucká komora                                    |                          | Slib složil 24. 8. 1868.    |
| Pecháček Matěj                     | měst                | Uh. Brod, Val. Klobouky, Vizovice, Zlín             |                          |                             |
| Poche Adolf                        | venkovských obcí    | Mor. Krumlov, Náměšť, Hrotovice                     |                          |                             |
| Pražák Alois                       | venkovských obcí    | Boskovice, Blansko, Kunštát                         |                          |                             |
| Preissig Franz                     | měst                | Příbor, Fulnek, Frenštát                            |                          | zvolen 24. 6. 1869          |
| Proskowetz Emanuel von             | obch. a živn. komor | olomoucká komora                                    |                          | mandát nepřijal             |
| Proskowetz Emanuel von             | měst                | Kroměříž                                            |                          |                             |
| Radnitzky Friedrich                | měst                | Uh. Brod, Val. Klobouky, Zlín                       |                          | zvolen 19. 12. 1867         |
| Raschka Johann                     | měst                | Příbor, Fulnek, Frenštát                            |                          | Zemřel 29. 8. 1868.         |
| Rittler Julius                     | měst                | Mor. Krumlov, Ivančice, Mor. Budějovice, Jaroměřice |                          |                             |
| Ryger Anton                        | venkovských obcí    | Šumperk, Vízenberk, Staré Město                     |                          |                             |
| Saint-Genois d'Anneaucourt Mořic   | velkostatkářská     | II. sbor                                            | konz. velkostatkář       | zvolen 27. 9. 1869          |
| Salm-Reifferscheidt Hugo           | velkostatkářská     | I. sbor                                             | konz. velkostatkář       |                             |
| Seilern-Aspang Josef               | velkostatkářská     | I. sbor                                             |                          | Zemřel 18. 6. 1868.         |
| Serényi Gabriel                    | velkostatkářská     | I. sbor                                             |                          | Zemřel 26. 4. 1868.         |
| Schaffgotsche Antonín Arnošt       | virilista           | brněnský biskup                                     |                          |                             |
| Schindler z Kunewaldu Bedřich Jiří | velkostatkářská     | II. sbor                                            |                          | Zvolen 27. 9. 1869.         |
| Schindler Josef                    | venkovských obcí    | Hranice, Libavá, Lipník                             |                          |                             |
| Schmidt Anton                      | obch. a živn. komor | olomoucká komora                                    |                          |                             |
| Schneider Ferdinand                | měst                | Šumperk, Staré Město, Zábřeh                        | pokrokář                 |                             |
| Skene Alfred I.                    | obch. a živn. komor | brněnská komora                                     |                          |                             |
| Skopalík František                 | venkovských obcí    | Holešov, Bystřice p. H., Napajedla                  | staročech                |                             |
| Skrbenský z Hříště Otto            | velkostatkářská     | II. sbor                                            | ústavověrný velkostatkář |                             |
| Steinbrecher Bruno                 | měst                | Mohelnice, Loštice, Litovel, Huzová                 |                          |                             |
| Steinbrecher Franz Sales           | měst                | Mor. Třebová, Svitavy, Březová                      |                          |                             |
| Stockau Friedrich                  | velkostatkářská     | II. sbor                                            |                          |                             |
| Straka Antonín                     | venkovských obcí    | Nové Město, Bystřice n. P., Žďár n. S.              |                          | Rezignoval v červenci 1868. |
| Strass Karl van der                | měst                | Nový Jičín, Štramberk                               |                          |                             |
| Sturm Eduard                       | měst                | Jihlava                                             |                          |                             |
| Szábel Balthasar von               | měst                | Šternberk                                           |                          | zemřel 13. 1. 1869          |
| Šrom František Alois               | venkovských obcí    | Kroměříž, Kojetín, Zdounky, Přerov                  |                          |                             |
| Tálský Josef                       | venkovských obcí    | Nové Město, Bystřice n. P., Žďár n. S.              |                          | zvolen 13. 8. 1868          |
| Tersch Emil                        | velkostatkářská     | II. sbor                                            |                          |                             |
| Teuber Josef                       | velkostatkářská     | II. sbor                                            |                          |                             |
| Tomanek Johann                     | měst                | Hustopeč, Hodonín, Slavkov, Dolní Kounice           |                          |                             |
| Turetschek Carl Mauritz            | obch. a živn. komor | brněnská komora                                     |                          | zvolen 4. 4. 1867           |
| Türkheim-Geislern Ludvík           | velkostatkářská     | II. sbor                                            | ústavověrný velkostatkář |                             |
| Ulrich Eduard                      | velkostatkářská     | II. sbor                                            |                          |                             |
| Vaněk Antonín                      | venkovských obcí    | Jihlava, Vel. Meziříčí, Třebíč                      |                          |                             |
| Viktorin Franz                     | venkovských obcí    | Mor. Třebová, Svitavy, Jevíčko                      |                          |                             |
| Vodička František                  | venkovských obcí    | Litovel, Konice, Uničov                             |                          | zvolen 8. 7. 1869           |
| Vrba Ignát                         | venkovských obcí    | Olomouc, Prostějov, Plumlov                         |                          |                             |
| Weber František                    | venkovských obcí    | Kyjov, Hodonín, Ždánice                             |                          |                             |
| Weeber August                      | měst                | Hranice, Lipník, Kelč                               |                          |                             |
| Wenzliczke August                  | venkovských obcí    | Brno                                                |                          |                             |
| Widmann Adalbert                   | velkostatkářská     | II. sbor                                            |                          |                             |
| Wurm Ignát                         | měst                | Přerov, Kojetín, Tovačov                            |                          |                             |
| Wurm Josef                         | venkovských obcí    | Hustopeče, Břeclav, Židlochovice, Klobouky u B.     |                          |                             |
| Zaillner Innocenz                  | venkovských obcí    | moravské enklávy                                    |                          |                             |
| Zajíček Jan                        | měst                | Prostějov                                           |                          |                             |
| Zedník Florián                     | venkovských obcí    | Brno, Tišnov, Ivančice                              |                          |                             |
| Zwierzina Hermann                  | měst                | Mor. Ostrava, Místek, Brušperk                      |                          |                             |